# Pirata sagitta
Pirata sagitta is een spinnensoort in de taxonomische indeling van de wolfspinnen (Lycosidae).
Het dier behoort tot het geslacht Pirata. De wetenschappelijke naam van de soort werd voor het eerst geldig gepubliceerd in 1941 door Cândido Firmino de Mello-Leitão.